# Globinska ostrina
Globínska ostrína (angleško depth of field ali s kratico DOF) je v optiki in še posebej v povezavi s fotografijo in filmom del prizora, ki se na sliki pojavi zadovoljivo ostro. Čeprav lahko leče prikažejo sliko le na eni razdalji, zmanjšanje ostrine postopoma pada na vsaki strani goriščne razdalje, tako da neostrosti znotraj globinske ostrine pri normalnih pogojih gledanja ne opazimo.
V nekaterih primerih je zaželeno, da je celotna slika ostra in s tem globinska ostrina velika. V dugih primerih je majhna globinska ostrina učinkovitejša, ker poudari predmet, ospredje in ozadje pa sta neizrazita. V kinematografiji se velika globinska ostrina pogosto imenuje globoko gorišče, majhna pa plitko gorišče.